# Problemi con tutti (Giuda)
Problemi con tutti (Giuda) è un singolo del rapper italiano Fedez, pubblicato il 15 maggio 2020 come primo estratto dal sesto album in studio Disumano.

## Descrizione
La copertina del singolo è realizzata da Leo Ortolani.

## Video musicale
Sebbene non sia stato realizzato alcun video ufficiale per il singolo, il 15 maggio 2020 è stato reso disponibile sul canale YouTube dell'artista un lyric video diretto da Marc Tudisco e realizzato interamente in computer grafica 3D.
Il 26 novembre 2021, giorno di uscita di Disumano, è stato pubblicato sul sopracitato canale un visualizer realizzato da Pietro Morgani.

## Tracce
Crediti riportati sul sito della SIAE.
Testi di Federico Leonardo Lucia, Edwyn Clark Roberts, Jacopo Matteo Luca D'Amico, Paolo Antonacci e Davide Simonetta, musiche di Davide Simonetta, Edwyn Clark Roberts, Jacopo Matteo Luca D'Amico e Paolo Antonacci.
1. Problemi con tutti (Giuda) – 2:14

## Classifiche
| Classifica (2020) | Posizione massima |
| ----------------- | ----------------- |
| Italia            | 2                 |